# 電子契約
電子契約（でんしけいやく）とは、契約のなかで、合意成立の手段として、インターネットや専用回線などの通信回線による情報交換を用い、かつ合意成立の証拠として、電子署名やタイムスタンプを付与した電子ファイルを利用するものをいう。日本では、電子帳簿保存法や電子署名法などの法的環境の整備、電子署名・タイムスタンプなどの技術的環境の整備、さらには印紙税削減などを求める企業ニーズを背景に、主に企業間（BtoB)取引の手段として近年急速に普及が進んでいる。
この項目では特に企業間（B to B）の電子契約について記述する。

## 概要
本来契約は、契約自由の原則により、口頭、書面など締結方法は問わず成立するものとされる。
しかし、特に、企業間（B to B）の契約では、争いが起きた場合の裁判の証拠として、また税法をはじめとする各種法令の要請から、「署名または捺印のある書面」を用いて合意し、この「書面（契約書）」を契約当事者双方が、少なくとも税法の求める期間、保管することが必須とされてきた。
これに対し、迅速・安全・安価な契約を求める企業ニーズ、電子署名法や電子帳簿保存法など法的環境整備、電子署名やタイムスタンプなどの技術基盤整備を背景に、「電子署名およびタイムスタンプを付与した電子ファイル」をインターネットや専用回線を経由してとりかわすことで合意し、電子ファイルのままサーバなどに長期保管する契約形態が特に企業間（B to B）の契約では急増している。これが電子契約である。

## 電子契約のメリット

### 印紙税・郵送費・保管スペースなどの削減
印紙税法第2条により課税対象とされる文書は、書面の文書を指し、電子ファイルはこれに当たらない。よって、電子契約で取り交わされる電子ファイルには、印紙税が課されることはない。このため、請負契約、不動産売買契約など課税文書を用いた契約を行う企業にとっては、電子契約を採用することで、大幅な節税効果が期待できる。さらに、印紙税削減に加えて、郵送費や通常7年間必要な契約書保管スペースも不要になるため、電子契約の採用によるコスト削減効果は非常に大きいと言える。

### 契約業務効率向上
契約業務の電子化・ペーパレス化により、書面契約で必要であった印字・押印・封入・投函・郵送・保管作業が不要となり、契約業務は効率化する。たとえば、企業間の受発注業務について考えると、発注側企業には購買システムがあり、受注側企業には販売システムがあるにもかかわらず、受発注業務を書面で行っていたため、注文書や注文請書の印字・押印・郵送・システムへの入力など、紙を取り扱う作業が多く発生していた。電子契約の採用により、この紙を取り扱う作業が大幅に減少し、契約にともなう作業負担の軽減、契約スピードの向上が期待できる。

### コンプライアンス強化
通常の民間企業は、その経済活動を通じ、さまざまな部署がさまざまな相手先と多数の契約を継続的に取り交わす。従来の書面で行う契約では、企業が行う膨大な契約について、ひとつひとつの契約文書がヌケ・モレなく、適切なタイミングで取り交わされていることを確認することは困難であった。電子契約の採用により、取り交わされた契約文書を簡単に検索・閲覧・共有できることから、契約進捗管理、契約文書管理、証憑管理に関するコンプライアンスを強化することが可能となる。

## 法的環境の整備

### 電子署名法
同法第3条において、「・・・本人による電子署名（・・・）が行われているときは、真正に成立したものと推定する。 」と定めることにより、「電子ファイルに電子署名を付与する」ことと「書面に押印または署名する」ことが同等の法的効果を生じることを認めた。この法律の制定により、電子契約が従来の書面による契約と同等の法的効果をもち、電子署名を付与された電子ファイルが、押印または署名がなされた書面と同等の証拠力をもつことが認められた。

### 電子帳簿保存法
同法第10条および同法施行規則等の法令により、税法の特例として、電子取引を行った場合、財務省令で定める要件を満たすことを前提に国税帳簿書類を書面ではなく、電子データとして保管することを認めた。同法の成立により、電子取引を行った場合、一定の要件を満たすことを前提に、電子データのまま、税務調査に対応することが可能となった。

## 技術的環境の整備
書面と比較すると、電子ファイルは、偽造・改ざんが容易、誰が作成したものかわからないといった弱点をもつとされる。これに対し、公開鍵暗号、ハッシュ関数などの技術を用いた電子署名・タイムスタンプを電子ファイルに付与することにより、その電子ファイルが「署名者本人により作成され、署名時点では存在し、その後改ざんされていないこと」を証明することができるようになった。さらに、近年さまざまな電子署名サービス・タイムスタンプサービスが商業ベースで提供されるようになり、電子契約を行う技術的基盤が整備された。